# Бондарев, Сергей Анатольевич
Серге́й Анато́льевич Бо́ндарев (укр. Сергій Анатолійович Бондарев; 24 ноября 1981, Краматорск — 18 февраля 2014, Киев) — украинский программист, активист Евромайдана. Герой Украины (2014, посмертно). Последние годы жил и работал в Киеве в компании GlobalLogic Украина.

## Гибель
Погиб во время событий 18 февраля 2014 года на Майдане от четырёх пулевых ранений во время первого штурма у Дома профсоюзов.
Похоронен на кладбище поселка Чабаны Киево-Святошинского района Киевской области.

## Награды
- Звание Герой Украины с удостаиванием ордена «Золотая Звезда» (21 ноября 2014 года, посмертно) — за гражданское мужество, патриотизм, героическое отстаивание конституционных принципов демократии, прав и свобод человека, самоотверженное служение Украинскому народу, проявленные во время Революции достоинства[4]
- Медаль «За жертвенность и любовь к Украине» (УПЦ КП, июнь 2015 года) (посмертно)[5]